# برتراند سيرليه
برتراند سيرليه (
نطق فرنسي: [bɛʁtʁɑ̃ sɛʁlɛ]
```
؛ مواليد 1960)، 
مهندس برمجيات
 فرنسي؛ عمل أولاً في 
المعهد الوطني للبحوث والمعلوماتية
 (INRIA) قبل مغادرته فرنسا إلى 
الولايات المتحدة
 في عام 1985. كان نائب الرئيس الأول لهندسة البرمجيات في 
شركة آبل.
```

## التعليم
يحمل سيرليه درجة الدكتوراه في علوم الكمبيوتر من جامعة باريس الجنوبية.

## المسار الوظيفي
كان سيرليه نائب الرئيس الأول لهندسة البرمجيات في شركة أبل، حيث عمل فيها من 1997 إلى 2011. وقد خلف أفي تيفانيان في المنصب في يوليو 2003. في هذا المنصب كان مسؤولًا في المقام الأول عن إصدار نظام ماك أو إس (بما في ذلك ماك أو إس إكس تيجر 10.4 وماك أو إس إكس ليوبارد 10.5 وسنو ليوبارد 10.6). وقاد تطوير مدير مساحة العمل في نيكست ستيب و OpenStep.
قبل انضمامه إلى آبل، عمل في زيروكس بارك Xerox PARC ونكست NeXT .
تحدث سيرليه في مؤتمر آبل العالمي للمطورين عام 2006 عن أوجه التشابه الملحوظة بين ماك أو إس إكس تيجر وويندوز فيستا، بما في ذلك مقارنة واجهة آبل أكوا وواجهة مايكروسوفت إرو. سخر من التشابهات المرئية الظاهرة وأشار إلى لافتة مؤتمر آبل العالمي للمطورين لعام 2004 التي كتب عليها «ريدموند، ابدأ تشغيل آلات التصوير الخاصة بك» — في إشارة إلى مقر مايكروسوفت، الموجود في ريدموند، واشنطن. كما تحدث في مؤتمر آبل العالمي للمطورين 2009 وقدم عرضًا متعمقًا لـ ماك أو إس إكس سنو ليوبارد، والذي تضمن المزيد من الإشارات إلى نظام تشغيل مايكروسوفت ويندوز — مدعيا أن ويندوز 7 هو مجرد نسخة أخرى من إصدار ويندوز فيستا المثير للجدل، مشيرا إلى الاستخدام المستمر لسجل محرر سجل النظام، مكتبة الربط الديناميكي، والنظام الفرعي للتحكم في حساب المستخدم (UAC) ووجود أداة إلغاء تجزئة القرص التفاعلية.
في 23 مارس 2011، أعلنت شركة Apple أن سيرليت كانت تغادر الشركة «للتركيز بشكل أقل على المنتجات وأكثر على العلوم».
وفقًا لـ Business Insider ، فقد أسس سيرليه شركة ناشئة في الحوسبة السحابية تسمى أب ذير Upthere جنبًا إلى جنب مع موظفي آبل الآخرين السابقين. في تشرين الثاني (نوفمبر) 2012، رفعت أب ذير مبلغًا لم يتم الكشف عنه من تمويل رأس المال الاستثماري من Kleiner Perkins Caufield & Byers و Elevation Partners و Google Ventures. تم الاستحواذ على أب ذير بواسطة ويسترن ديجيتال (Western Digital) في 28 أغسطس 2017.
في يوليو 2012 انضم سيرليه إلى مجلس إدارة شركة باراليلز (Parallels, Inc).
في عام 2015، شارك سيلرليه في تأسيس شركة تكنولوجيا مركز البيانات Fungible مع الرئيس التنفيذي السابق لشركة جونيبر للشبكات براديب سيندو.
في مقابلة مع INRIA، شارك سيرليه تفاصيل حول جروكبل Grokable ، وهي شركة صغيرة خفية يعمل عليها. وبحسب سيرليت، فإن جروكبل «مشروع علمي بحت ومبتكر للغاية يتضمن تقليد الذكاء الحيواني».

## روابط خارجية
- WWDC 2006 presentation على يوتيوب